# Missa brevis C-Dur (Brixi)
Die Missa brevis in C ist eine Missa brevis in C-Dur von František Xaver Brixi, die manchmal als Missa aulica (Höfische Messe) bezeichnet wird. Das Werk vertont das lateinische Ordinarium Missae im Satz für vier Solisten, vierstimmigen Chor, 2 Trompeten, Pauken, 2 Violinen und Basso Continuo. 

## Geschichte
František Xaver Brixi, oder Franz Xaver Brixi, wurde 1759 mit 27 Jahren Regens chori (Chordirektor) an  Prags Veitsdom und hielt die Stelle bis zu seinem Tod 1771 inne. Er komponierte eine Vielzahl geistlicher Werke für die Liturgie, darunter mehr als 100 Messen. Die Missa brevis in C komponierte er für vierstimmigen Chor mit Solopartien, zwei Trompeten, Pauken, zwei Violinen, Orgel und Basso continuo. Karlheinz Ostermann, der Herausgeber des ersten Drucks, hebt die gesanglichen Melodien für die Solisten hervor, außerdem die einfachen Themen für den Chor, kurze imitatorische Abschnitte und die „ausgesprochen optimistische Stimmung“ des Werkes.
Die Messe existiert in mehreren Abschriften, was für ihre Beliebtheit spricht. Sie fanden sich im Kloster Sedlec in Kutná Hora, in Litoměřice und Prag, in Österreich im Kloster Kremsmünster und in Deutschland im Kloster Ottobeuren. Einige Abschriften nennen die Messe Missa aulica („Höfische Messe“), ein Beiname, der auch für Mozarts Messe in C-Dur KV 337 verwendet wird.
Die Messe wurde vom Carus-Verlag 2003 erstmals veröffentlicht.